# Chris Forrester
Christopher „Chris“ Forrester (* 17. Dezember 1992 in Dublin) ist ein irischer Fußballspieler, der zuletzt beim FC Aberdeen in der Scottish Premiership unter Vertrag stand.

## Karriere

### Verein
Chris Forrester wurde in Dublin, der Hauptstadt der Republik Irland geboren. In seiner Jugend spielte er bei den Vereinen FC Belvedere aus dem Stadtteil Fairview und Bohemians aus Phibsborough. In der Saison 2011 absolvierte er für Bohemians seine ersten Profispiele. In 20 Spielen in der League of Ireland erzielte er ein Tor gegen die Bray Wanderers. Im Januar 2012 wechselte Forrester innerhalb von Dublin zum Ligakonkurrenten St Patrick’s Athletic. Dort war er direkt Stammspieler. Mit dem Verein gewann er 2013 den Meistertitel in Irland, 2014 den Pokal, sowie 2015 den League of Ireland Cup. Im August 2015 wechselte er zum englischen Drittligisten Peterborough United. Drei Jahre später wechselte der 25-Jährige zum FC Aberdeen nach Schottland. Bereits ein halbes Jahr später, im Januar 2019 wurde der Vertrag in Aberdeen aufgelöst.

### Nationalmannschaft
Chris Forrester spielte im Jahr 2013 zweimal in der Irischen U-21.